# Tampa Bay Mutiny
A Tampa Bay Mutiny egy megszűnt amerikai labdarúgócsapat, melynek székhelye Tampában volt. 1996 és 2001 között a Major League Soccer-ben szerepelt.

## Történelem
Az 1996-ban elindított Major League Soccer alapító tagja volt. Legjobb eredményét 1996-ban érték el, amikor megnyerte az alapszakaszt. A klub egyik legismertebb játékosa a kolumbiai válogatott Carlos Valderrama volt. 2001-ben pénzügyi gondok miatt kiléptek az MLS-ből és 2002. január 8-án megszűnt a klub.

## Sikerlista
- MLS Supporters' Shield: 1

1996